# Autoridad de Electricidad de Guam
La Autoridad de Energía de Guam (en chamorro, Aturidad Ilektresedat Guahan; en inglés, Guam Power Authority) es una agencia del Gobierno de Guam y el proveedor de electricidad de dicha isla. Su sede está en Fadian, Mangilao, Guam. 